# Småtjärnarna (Ströms socken, Jämtland, 712073-147499)
Småtjärnarna är en sjö i Strömsunds kommun i Jämtland och ingår i Ångermanälvens huvudavrinningsområde.